# Дарин (певец)
Дарин Заньяр (швед. Darin Zanyar, 2 июня 1987, Стокгольм) — шведский поп-певец курдского происхождения.

## Биография
Родился в 1987 году в Стокгольме, Швеция. Его родители переехали туда в начале 80-х из Южного Курдистана (Ирак). В возрасте 3 лет он начал заниматься пением и танцами, в основном под влиянием канала MTV. В школе Дарин часто выступал как музыкант и исполнитель. Когда ему было 14, он начал писать песни и записываться в студии. Годом позже он начал учиться в музыкальной школе.

## Карьера
В 16 лет Дарин подписал контракт с компанией SonyBMG, после участия в первом Шведском конкурсе Idol (рус. Стань Звездой).
В начале 2005 года Дарин выпустил свой первый альбом «The Anthem». Альбом стал «золотым» и его первый сингл «Money for Nothing» несколько месяцев держался на 1 месте радио-чартов и стал «платиновым». Аналитики объявили Дарина самым популярным человеком 2005 года в Швеции. Они часто писали об его истеричных фанатах: «Beatles-Hysteria», «Шведский Майкл Джексон», «Истинная поп-звезда», «Будущее за Дарином» —примеры заголовков газет и журналов. Он стал настолько популярен в Швеции, что именем «Дарин» начали называть множество новорожденных детей.
В том же году Дарин выпустил свой второй альбом «Darin», который стал «платиновым» и побил успех дебютного альбома. В альбом вошли такие песни как «Step Up» и «Want Ya!». Клипы на эти песни стали самыми ротируемыми на канале MTV в 2006 году.
В 2006 году он получил такие награды, как Grammy, Rockbjörn, Nickelodeon Kids choice award и The Voice 06 Award in Sweden.
В конце 2006 года Дарин выпускает свой 3-й альбом «Break the News». Он стал «золотым» в первый же день продаж, сделав его самым продаваемым артистом Шведского SonyBMG.
Следуя своему успеху в Швеции, Дарин подписывает контракты с немецкими, швейцарскими и австрийскими компаниями. Его сингл «Insanity» завоевал все главные строчки парадов и стал популярен как на ТВ, так и на радио. Музыка Дарина повлияла на многих исполнителей и группы по всему миру, в таких странах как Германия, Япония, Россия и даже Англия, где певица Leona Lewis записала кавер-версию песни «Homeless» и включила в свой альбом. Дарин работал со многими величайшими продюсерами, такими как RedOne, Jörgen Elofsson, Максом Мартином и Murlyn, которые написали и спродюсировали песни Michael Jackson, Britney Spears, Jennifer Lopez, Shakira, Celine Dion и многим другим.
В совершеннолетнем возрасте он выпустил четвёртый альбом Flashback. Певец за микрофоном не маленький мальчик больше. Не потеряв его опору и скромность, Дарин приносит новую уверенность и смелость. Над альбомом работал с продюсерами Марлин, Джохан Бобдк и RedOne (который также работает с артистами, типа Akon и Майкла Джаксона), Darin также обновил свой стиль музыки, чтобы соответствовать своему новому возрасту: гиперсовременный, электронный RnB/Pop в течение конца 2000-х, время, в котором все более и более исчезает граница между R*B и Поп. "Это намного больше походит для меня сегодня. Этот стиль представляет меня, и я чувствую, что я нашел тот стиль музыки, по которому я могу развиваться, дорога, которую я могу продолжить, " говорит Дарин. Flashback занял больше времени чем любой из предыдущих альбомов Дарина, и он также принял участие в записи музыки и текста в полностью различной манере чем прежде. "Я начал писать песни, когда мне было 14 лет и я принял участие в письменной форме и сопроизводящий все песни за исключением одного на этой записи. Это важно для меня, что люди понимают, что я пишу свои песни самостоятельно, так как многие думают, что дело обстоит не так, " говорит он. Дарин также сделал естественный шаг, чтобы начать писать для других артистов. В его работе есть несколько проектов. Дарин также имеет очень ясную идею относительно того, чем он хочет, чтобы его звук был: "я люблю хиты — это не важно для меня для моей музыки быть разным ради того, чтобы быть разным, но это важно для меня, что я чувствую себя свежее и свежее — но подобен также своему хиту.

## Дискография

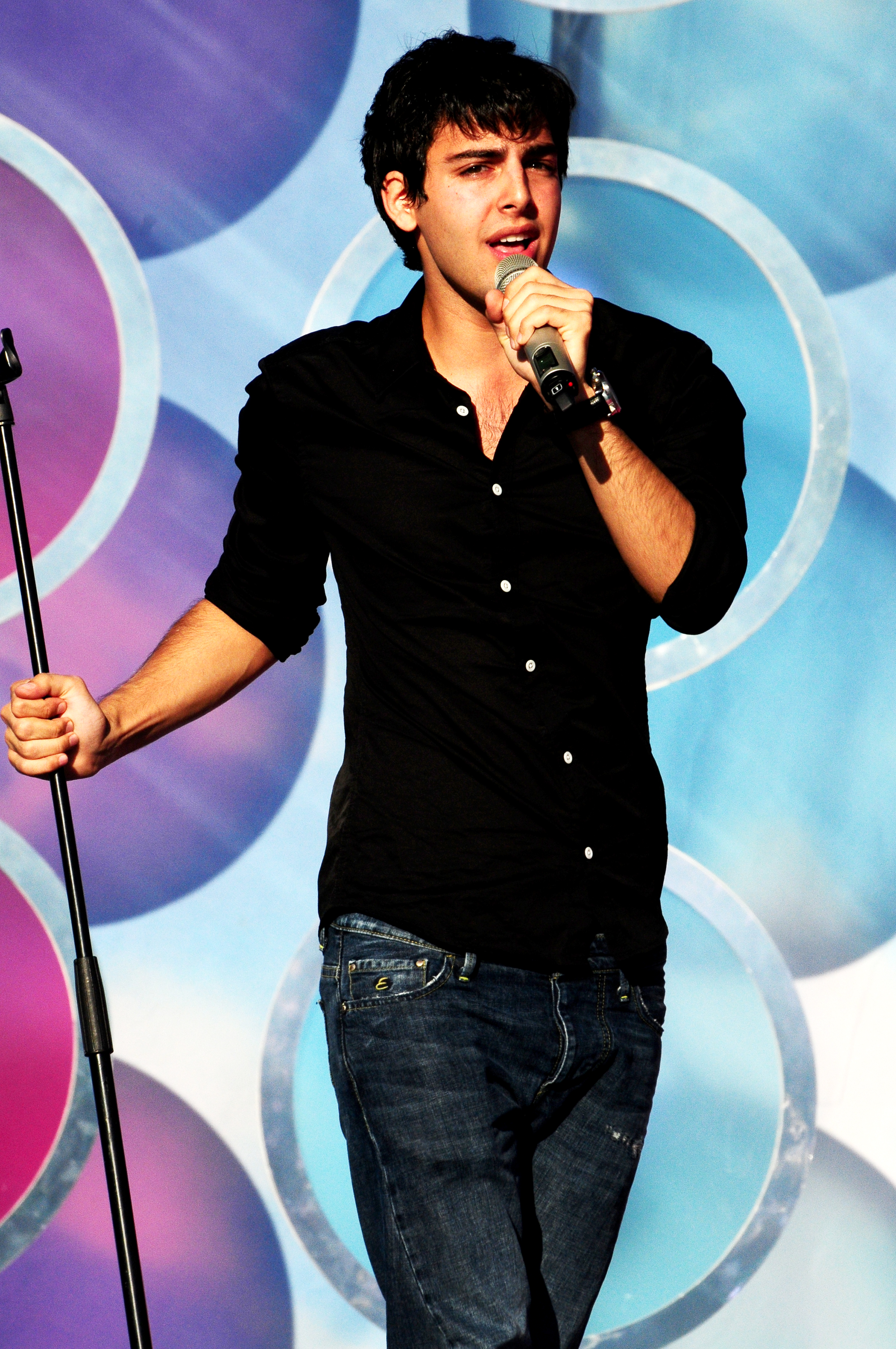

### Альбомы
| 2005                                                                         | The Anthem - Дата выпуска: 16 февраля 2005 - Лейбл: RCA/BMG - Формат: CD, цифровой релиз                | 1  | —  | - Швеция: платиновый |
| 2005                                                                         | Darin - Дата выпуска: 28 сентября 2005 - Лейбл: Columbia/Sony Music - Формат: CD, цифровой релиз        | 1  | 13 | - Швеция: платиновый |
| 2006                                                                         | Break the News - Дата выпуска: 22 ноября 2006 - Лейбл: Columbia/Sony Music - Формат: CD, цифровой релиз | 1  | —  | - Швеция: золотой    |
| 2008                                                                         | Flashback - Дата выпуска: 3 декабря 2008 - Лейбл: Epic - Формат: CD, цифровой релиз                     | 10 | —  | —                    |
| 2010                                                                         | Lovekiller - Дата выпуска: 18 августа 2010 - Лейбл: Universal Music - Формат: CD, цифровой релиз        | 1  | —  | - Швеция: платиновый |
| 2013                                                                         | Exit - Дата выпуска: 30 января 2013 - Лейбл: Universal Music - Формат: CD, цифровой релиз               | 1  | —  | - Швеция: золотой    |
| «—» обозначает релиз, не вошедший в чарт или не издававшийся в данной стране | |    |    |                      |

### Синглы
| Год  | Сингл                                    | Позиции чартов | Позиции чартов | Позиции чартов | Позиции чартов | Позиции чартов | Альбом         |
| Год  | Сингл                                    | SWE            | SWE (DL)       | FIN            | GER            | AUT            | Альбом         |
| ---- | ---------------------------------------- | -------------- | -------------- | -------------- | -------------- | -------------- | -------------- |
| 2005 | «Money for Nothing»                      | 1              | -              | -              | -              | -              | The Anthem     |
| 2005 | «Why Does It Rain»                       | 5              | -              | -              | -              | -              | The Anthem     |
| 2005 | «Step Up»                                | 1              | -              | 9              | -              | -              | Darin          |
| 2005 | «Who’s That Girl»                        | 6              | -              | 20             | -              |                | Darin          |
| 2006 | «Want Ya!»                               | 4              | -              | 8              | -              | -              | Darin          |
| 2006 | «Perfect»                                | 3              | -              | 4              | -              | -              | Break the News |
| 2007 | «Everything But the Girl»                | 38             | -              | -              | -              | -              | Break the News |
| 2007 | «Desire»                                 | -              | -              | -              | 53             | -              | Break the News |
| 2007 | «Insanity»                               | -              | -              | -              | 20             | 47             | Break the News |
| 2008 | «Breathing Your Love» (feat. Kat DeLuna) | 2              | 1              | 13             | -              | -              | Flashback      |
| 2009 | «See U at the Club»                      | 12             | 11             | -              | -              | -              | Flashback      |
| 2009 | «Runaway»                                | 11             | 13             | -              | -              | -              | Flashback      |
| 2009 | «What If»                                | 51             | 49             | -              | -              | -              | Flashback      |
| 2009 | «Seasons Fly»                            | 57             | -              | -              | -              | -              | Flashback      |
| 2009 | «Viva la Vida»                           | 1              | 1              | -              | -              | -              | Lovekiller     |
| 2010 | «You’re Out of My Life»                  | 3              | 3              | -              | -              | -              | Lovekiller     |
| 2010 | «Can’t Stop Love»                        | 13             | 13             | -              | -              | -              | Lovekiller     |
| 2010 | «Lovekiller»                             | 6              | 5              | -              | -              | -              | Lovekiller     |
| 2010 | «Microphone»                             | 15             | 14             | -              | -              | -              | Lovekiller     |
| 2012 | «Nobody Knows»                           | -              | 1              | -              | -              | -              | Exit           |
| 2013 | «Playing With Fire»                      | 28             | 10             | -              | -              | -              | Exit           |
| 2014 | «Mamma Mia»                              | -              | -              | -              | -              | -              |                |

### Награды
- Grammy в 2006 году, Rockbjörn (Rock bear award)
- Nickelodeon Kids Choice Award
- The Voice 06 Award в Швеции
- NRJ Award за лучшую песню в Северной Финляндии
- Курд года в 2005 году